# Ихтисад
Ихтисад (баш. Иҡтисад) — деревня в Миякинском районе Республики Башкортостан Российской Федерации. Входит в состав Менеузтамакского сельсовета. 

## География

### Географическое положение
Расстояние до:
- районного центра (Киргиз-Мияки): 33 км,
- центра сельсовета (Менеузтамак): 5 км,
- ближайшей ж/д станции (Аксёново): 25 км.

## Население
| 2002 | 2009 | 2010 |
| ---- | ---- | ---- |
| 117  | ↘101 | ↗102 |

Национальный состав
Согласно переписи 2002 года, преобладающие национальности — башкиры (58 %), татары (41 %).